# Ludwig Mentze

Silhouette Mentzes als Student 1779 in Göttingen (Silhouetten-Sammlung Schubert)

Wohnhaus Mentzes am Schüsselbuden (um 1910)

Ludwig Mentze (* 24. Oktober 1755 in Lübeck; † 19. Juli 1822 ebenda) war ein deutscher Jurist und Ratsherr der Hansestadt Lübeck.

## Leben
Mentze war Sohn des Kaufmanns Nikolaus Barward Mentze (1719–1766), der seit 1749 in Lübeck eine „Sammet- und Seidenmanufaktur“ unter der Firma „Nicol. Barward Mentze & Comp.“ betrieb und als Ältermann der Nowgorodfahrer 1763 in den Rat der Stadt gewählt wurde, und seiner Ehefrau Magdalena Margaretha geb. Rodde. Er studierte von Michaelis 1776 bis Johannis 1780 Rechtswissenschaften an der Georg-August-Universität Göttingen und promovierte zum Dr. beider Rechte. Dort war er am Patrimonialgericht Moisling als Justitiar tätig und wohnte 1798 am Schüsselbuden Nr. 198. In der Lübecker Franzosenzeit wurde er am 16. September 1807 in den Rat der Stadt erwählt und mit der Eingliederung Lübecks in das Französische Kaiserreich am 11. Juli 1811 zum Mitglied des Lübecker Munizipalrats bestellt. Am 12. Oktober 1813 wurde Mentze gemeinsam dem provisorischen Lübecker Maire Friedrich Adolph von Heintze und weiteren Angehörigen des Munizipalrats von den Franzosen verhaftet und als Geisel nach Hamburg verschleppt. Nach dem endgültigen Abzug der Franzosen gehörte er dem Lübecker Rat weiter an und war dort im Landgericht, in der Baudeputation, für die Wasserkunst (1817–20), das Stempeldepartement und zuletzt am Stadtgericht (1821–22) tätig. Er war verheiratet mit der Kaufmannstochter Maria Elisabeth Weltner. Nachdem er vorher am Schüsselbuden gewohnt hatte, errichtete er sich ab 1819 ein klassizistisches Wohnhaus in der Mühlenstraße 72.

## Schriften
- De temporibus legitimis ex Statutis Lubecensibus collectis eorumque cum dissonantia, tum convenientia cum iure civili. Göttingen 1780